# В дорозі (фільм, 1961)
«В дорозі» — радянський телевізійний короткометражний художній фільм, створений режисером Мері Анджапарідзе на кіностудії «Мосфільм» в 1961 році.

## Сюжет
Після смерті молодшого брата літня людина забирає до себе свою осиротілу племінницю Олю. По дорозі додому, в поїзді, вони їдуть в купе з ще двома попутниками — старенькою з кошеням і кухарем радгоспу Варварою Макєєвою. На вигляд старанний, акуратний, розважливий, дядько Олі насправді виявляється сердитим і безсовісним скнарою, якому племінниця потрібна лише як робоча сила. Він не поважає її інтересів, робить колючі зауваження попутникам і, як виявляється, раніше практично не дружив з Оліним батьком… Фінал фільму залишається відкритим.

## У ролях
- Ольга Красіна —  Оля
- Ельза Леждей —  Варвара Макєєва, кухар радгоспу, попутниця по купе
- Всеволод Санаєв —  старий, дядько Олі
- Олена Максимова —  старенька, попутниця по купе
- Мухамед Союнханов —  Мухамед, провідник поїзда
- Валентина Ананьїна —  попутниця
- Іван Савкін —  попутник
- Ніна Гребешкова —  попутниця з хлопчиком
- Леонід Гайдай —  Толя, чоловік попутниці з хлопчиком
- Володимир Піцек —  попутник
- Руслан Ахметов —  студент-попутник з гітарою  (немає в титрах)
- Юрій Дубровін —  студент-попутник  (немає в титрах)
- Ігор Ясулович —  студент-попутник з батонами  (немає в титрах)
- Оксана Гайдай —  Вася, маленький син Толі  (немає в титрах)

## Знімальна група
- Режисер-постановник — Мері Анджапарідзе
- Сценарист — Людмила Уварова
- Оператор-постановник — Ера Савельєва
- Композитор — Борис Чайковський
- Художник-постановник — Петро Кисельов